# 5-й казачий Симферопольский эскадрон
5-й казачий Симферопольский эскадрон — военное подразделение периода Великой Отечественной войны, состоявшее из казаков.

## История
Эскадрон был создан в феврале 1942 г. в оккупированном Вермахтом Симферополе из пленных в Крыму бойцов Красной армии и местных добровольцев. Был первым коллаборационистским военным подразделением созданным немецкими оккупационными властями на территории Крыма. Личный состав формировали 240 казаков и 60 немцев. Эскадрон функционировал при штабе 11-й армии фельдмаршала фон Манштейна группы армий «Юг». Из Крыма эскадрон был переброшен летом 1942 на Кавказ и на Кубань. В ходе боев осенью 1942 эскадрон понес значительные потери. В районе Моздока в ноябре 1942 г. эскадрон присоединился к Казачьему кавалерийскому полку Юнгшульц. Вместе с ним бывшие бойцы эскадрона с начала 1943 выполняли полицейские функции в составе 454-й охранной дивизии, впоследствии в тылу группы армий «Дон» в районе г. Ростов-на-Дону. Весной 1943 в Млаве полк вошел в 1-ю казачью дивизию, что заново формировалась. В дальнейшем они вели боевые действия на Балканах против местных партизан.

## Ссылка
- Казачьи Части 1941-1943 ч
- Полный перечень ОБЪЕДИНЕНИЙ и СОЕДИНЕНИЙ 3-го Рейха из граждан СССР и эмигрантов, а также из жителей Прибалтики, Западной Белоруссии и Украины